# فرسان الرباط

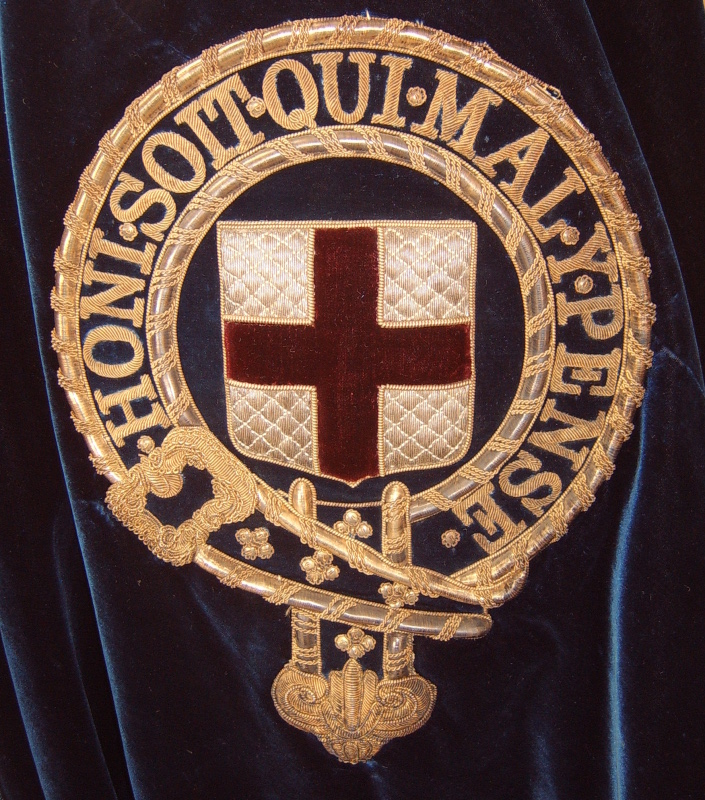

فارس الرباط أنبل الفرسان على الإطلاق هي أعلى رتبة ضمن أوسمة ربطة الساق، وتأسست عام 1348م من قبل الملك الإنجليزي إدوارد الثالث وأعطاه لابنه الأكبر وولي عهده إدوارد الأمير الأسود، وهي أعلى مراتب الفرسان المحاربين الإنجليز على الإطلاق.